# Passo Cibiana
Il passo Cibiana (1.530 m), anche noto come forcella Cibiana, è un valico alpino della provincia di Belluno, che mette in comunicazione Forno di Zoldo con Cibiana di Cadore, cioè la Val di Zoldo e la Valle del Boite.
Il passo Cibiana è percorso dalla SP 347, che mette in comunicazione Fiera di Primiero con Venas di Cadore.
In corrispondenza della forcella, la provinciale viene intersecata da una strada militare lunga 6,5 chilometri che consente l'accesso al Monte Rite, sul quale è presente il museo nelle nuvole di Reinhold Messner, inaugurato nel 2002. Tale strada è percorribile solo a piedi o con un servizio di navetta a pagamento.